# 22年目の記憶
『22年目の記憶』（にじゅうにめのきおく、原題：나의 독재자）は、2014年公開の韓国映画。

## ストーリー
1972年、南北共同声明により、南北統一のムードが高まる朝鮮半島。韓国中央情報部（KCIA）は南北首脳会談に備えて様々なシナリオとその結果を用意し、そのためのリハーサルを行うべく極秘のオーディションを開催する。そのオーディションの目的は、北朝鮮の指導者である金日成の代役を演じる俳優を探すことだった。
オーディションで選ばれたのは売れない舞台役者のキム・ソングン。ソングンは大学の演劇科教授のホ・サムウンとKCIAの拘束下にある学生活動家の指導を受け、金日成役になりきる為に猛特訓を受けるも、南北首脳会談が開かれることはなく、従ってソングンは会談のリハーサルに呼ばれる事はなかった。一方、ソングンは自らを金日成だと思い込むようになる。
22年後の1994年、マルチ商法のセールスマンになっていた息子のテシクはとある出来事をきっかけに父親のソングンを訪ねる。
やがて南北首脳会談の開催が決定され、父親のソングンの出番がいよいよやってきた。

## キャスト
キム・ソングン
演 - ソル・ギョング
売れない舞台役者。リア王の役を目指していた。
1994年では認知症ぎみであり、リハーサルの本番では台本を無視した演技でオ長官により止められる、金日成の死去から数日後にソングンも死去する。
キム・テシク
演 - パク・ヘイル
ソングンの息子。マルチ商法のセミナーを開催し、怪しい商品を売りつける商売をしている。
キム・テシク（幼少期）
演 - パク・ミンス
父親想い。箸の持ち方で父から窘められている。
キム・テシク（中学生）
演 - ソン・ユビン
父が原因で、取り調べを受ける羽目になり、志望校の入試を棒に振る。
ソングンの母
演 -ソン・ヨンスン
役者として売れない息子を案じながら、孫テシクの世話を甲斐甲斐しくしている。
オ長官
演 - ユン・ジェムン
KCIA長官。
ホ・サムウン
演 - イ・ビョンジュン
ソウル大学の演劇科教授。
ソン・ヨジョン
演 - リュ・ヘヨン
テシクの恋人。
イ・チョルジュ
演 - イ・ギュヒョン
ソウル大学 国文科の学生運動家。共産主義思想のため、長期に収監されている。
ペク社長
演 - ペ・ソンウ
大統領
演 - チョン・グックァン
別の金日成
演 - キム・チョンム
KCIAの施設でソングンが目撃したオ長官と歩く別の役者。
療養院の看護師
演 - チャン・ソヨン
ソングンの担当看護師。